# マル秘
| ウィキペディアには「マル秘」という見出しの百科事典記事はありません（タイトルに「マル秘」を含むページの一覧/「マル秘」で始まるページの一覧）。 代わりにウィクショナリーのページ「㊙」が役に立つかもしれません。 |